# Томи Кеш
Томас Тамеметс (ест. Tomas Tammemets; 18. новембар 1991),  професионално познат као Томи Кеш (енгл. Tommy Cash; стилизован као TOMM¥ €A$H), је естонски певач, плесач и визуелни уметник. Обично наступа на енглеском језику са изразитим акцентом који није његов матерњи језик, и познат је по сексуално експлицитним лирским темама и провокативним музичким спотовима. 
Представљао је Естонију на Песми Евровизије 2025. са песмом „Espresso Macchiato“, где је завршио на трећем месту у укупном пласману са 356 поена.

## Рани живот и образовање
Тамеметс је рођен и одрастао у Коплију, подокругу Талина.  
У интервјуима, Тамеметс је помињао своје „украјинско- казахстанско-руско-естонско“ порекло.    Детаљно је описао своје мешовите корене од бабе и деде: естонске, украјинске, руске и казашке.   Тамеметс је ишао у естонску школу и говори естонски као један од својих матерњих језика. У једном од својих раних интервјуа, рекао је да „многи чак ни не знају да могу да говорим руски“ и да су се његови родитељи код куће међусобно разговарали на руском“. 
У детињству, Тамеметс је много пута бежао од полиције и како су његови родитељи потом морали да плате казну због цртања илегалних графита.   Рекао је да је због употребе марихуане био „избачен“ из школе. Иако је његова породица код куће говорила само руски, он је рано научио и естонски језик у локалном вртићу и основној школи. Никада није завршио средњу школу, упркос полагању завршних испита, а касније се уместо формалног образовања почео бавити сликањем и плесом.

## Уметничко изражавање
Тамеметс је себе описао као „постсовјетског репера“ са „источноевропском душом“ и „скандинавским животописом“. Детаљно је описао своје мешовите корене од бабе и деде: естонске, украјинске, руске, казахстанске, и како се осећа поводом тога, и како су се та тешка осећања манифестовала у његовој уметности. У многим интервјуима, Тамеметс је описао како је похађање естонске уметничке школе, како је руски језик код куће, западна музика и његово непосредно окружење утицало на његову уметност и музику. Раније је себе називао „Кање Ист“  и користио је име Тоомас Сулараха, што је дословни превод његовог уметничког имена. 
Карактеришући његове песме, Бојана Јовановић је за Vogue Adria написала следеће: „Замислите да Кање, Лил Би и Салвадор Дали из ере групе Yeezus имају тајну џем сесију у подруму осветљеном неонским светлима и екранима са грешкама на телевизору.“ Његове музичке спотове је описала као „грозничаве снове оживљене, са бизарним, надреалним визуелним приказима који се играју са телесним хорором, поп културом и друштвеним коментарима – често све одједном.“ 
Значајно користи аспекте културе „белог смећа“, у његовом случају руски гопник стил. На денс сцени, он је фристајл плесач са препознатљивим стилом, користећи елементе попинга, крумпинга и брејкденса.

## Други подухвати

### Манекенство и каскадерске вратоломије на недељи моде
Кеш је дебитовао као манекен на ревији мушке одеће Рик Овенс  за пролеће 2019. на Недељи моде у Паризу.   Прошетао је пистом на ревији Марин Сер за јесен/зиму 2022/23. у Паризу,  и на ревији Џорданлуке за пролеће/лето 2024. у Милану, у Италији.  
Кеш је својим перформансима 2022. доспео у прве редове ревија током недеља моде у Паризу и Милану.  Његов први наступ био је на модној ревији Рика Овенса 23. јуна 2022., током Недеље моде у Паризу за мушкарце 2022. Тамо је Томи Кеш носио голе танге, обраслу перику и вештачке нокте на ногама.   Касније је вежбао усред модне писте Амири и претворио се у бебу, заједно са особом која гура његова колица на ревији Марин Сер .  У јесен 2022. Томи је виђен како плете на модној ревији Лоу пролеће/лето 2023,  носио је људски ранац током параде Рика Овенса,  и косплејовао је папараца на ревији Баленсијаге у Милану. 

За мене и мој тим, ови наступи су као антимода, зар не? Не прихватамо да се облачимо као професионалци за брендове. То је као Далијев приступ.

—Интервју за Berliner Zeitung, децембар 2022.
На ревији Дизел јесен/зима 2023/24 у Милану, Кеш се обукао као чистачица са крпом и кантом. 
Током Недеље моде у Паризу 2023., Томи Кеш се обукао као Ана Винтур.  За модну ревију Пако Рабана, напунио је лице пирсингом.  Следећег дана, репер је носио протетску вагину и уску мајицу без рукава са натписом „Sue Me“ на модној ревији Рика Овенса.   7. марта 2023. стигао је полузаспао, са беспрекорним прекривачем и неколико јастука на леђима, на модну ревију Y/Project  и, у папучама и плавој пиџами, сео је у први ред. 
У јуну 2023. Томи Кеш се обукао као савремена верзија француског пантомимичара Марсела Марсоа, промовишући нову сарадњу „Crocs x MSCHF“, током ревије Рика Овенса у Паризу.   На пролећној ревији Марин Сер за 2024., Томи се појавио носећи плаво одело од главе до пете у стилу Cousin Itt-а. Затим је присуствовао ревији високе моде Жан Пол Готје и Жилијен Досена у оделу са мишићавим изгледом без одеће.  Такође је отишао на представу у ресторану Дублет обучен као трпезаријски сто препун морских плодова, чаша и свећа. 
У јесен 2023. на Дизеловој ревији пролеће/лето 2024. у Милану, Томи Кеш је стигао на догађај обучен као бескућник.   Елиот Хосте из Dazed-а је изнео мишљење: „Кешов косплеј бескућника није био паметан, већ глуп и увредљив“.  Према речима самог Кеша, није носио одећу да би изазвао узбуну, већ је уместо тога желео да подигне свест. 
Томи Кеш се појавио носећи огромну гомилу дизајнерских кутија и торби за куповину на ревији Maison Margiela Artisanal Couture пролеће 2024.   Као део Недеље моде у Паризу 2024., на ревији женске одеће Vetements, обукао се у латекс костим. 

### Дизајн
На почетку своје каријере, Кеш је јасно показао своје интересовање за моду и жељу да ради у индустрији дизајна одеће. 2018. објавио је линију одеће која субверзивно имитира америчке стилове са европским елементима и интерним шалама.  Рик Овенс се удружио са Томијем Кешом за сарадњу са ограниченим издањем дуксерице крајем 2019. 
2021. Томи Кеш је покренуо идеју за сарадњу са ИКЕА-ом, представљајући софу у облику хлеба упарену са тепихом који је дизајнирао Габ Боис,    под називом „Лоафа“.   Касније су представници ИКЕА-е потврдили да није било званичне сарадње са репером, а такође нису видели пројекат „Лоафа“ као изводљив.   2021. Томи Кеш се удружио са брендом спортске одеће Адидас како би створио најдуже патике на свету.   Патике дугачке један метар — једна бела, једна црна — су јединствени модел дизајниран на захтев уметника. „Када сам рекао Адидасу да желим да направим најдужу ципелу на свету као нашу сарадњу, рекли су ми: Шта је, Томи. Али пет месеци касније, ево нас овде“, написао је репер на Инстаграму.  Данијел Роџерс из Dazed-а је изразио мишљење: „Сада, ако говоримо о COVID ограничењима, ове патике сигурно покривају све прописе о социјалном дистанцирању. Нажалост, ми сељаци ћемо морати да наставимо да се трљамо једни о друге јер је овај огроман пар јединствен, направљен искључиво за Кеша.“  Иако су екстра дугачке Суперстар патике рађене по мери, реперова сарадња са Адидасом је такође изнедрила носивији пар неусклађених патика - једне црне, једне беле и обе нормалне величине. Ограничен број ове поједностављене верзије, која садржи Томијев потпис ласерски гравиран на пети и јин и јанг принт на улошку, био је доступан јавности путем лутрије. 
У марту 2021. објавио је колекцију у сарадњи са модном кућом Maison Margiela.  Кобрендирана линија робе састоји се од папуча на бази хлеба, пакета вакуумски упакованих резанаца са утиснутим логом „Tommy Cash x Maison Margiela“. У понуди је било конвенционалнијих предмета, попут црне дуксерице са капуљачом и другим брендом, пругастог џемпера и мајице. Такође је објавио нумеру која прати албум „Mute (од Maison Margiela)“, што је три и по минута чисте тишине.
У новембру 2022. Томи Кеш је најавио свој први модни подухват са италијанским брендом спортске одеће Kappa. Капсул колекција, коју је ко-дизајнирао Томи Кеш, састојала се од 10 комада плетене, кројачке и горње одеће, заједно са ципелама, укључујући превелико одело, двослојне топове, брендиране мокасине и кожну маску.  

### Појављивања у рекламама
Томи Кеш се 2018. појавио у реклами за LHV банку.   2020. Томи је био заштитно лице Адидаса у којој су глумили и руски инфлуенсери, музичари и спортисти.  У априлу 2023. Томи Кеш је постао део кампање Марин Сер за њихову колекцију доњег веша, Borderline.  Касније се Томи Кеш појавио у рекламама за Дизел,  фотографисала га је Марили Андре. Такође се појавио у кампањи за амерички бренд Brigade, промовишући врећу за спавање Big Sock. Исте године, естонски репер се појавио у кампањи „Join The Flip Side with Tommy Cash“  за Samsung Galaxy A52s 5G, заједно са поп-ап концертом у Талину, 13. септембра 2023.  Такође се појавио у видео кампањи компаније PTV Group и Deutsche Bahn. 

## Дискографија

### Студијски албуми
| Наслов                                           | Детаљи                                                                                                   | Највиша позиција |
| Наслов                                           | Детаљи                                                                                                   | ЕСТ              |
| ------------------------------------------------ | --- | ---------------- |
| Euroz Dollaz Yeniz                               | - Објављено: 1. новембар 2014. - Издавач: самостално издање - Формати: дигитално преузимање, стримовање  | *                |
| ¥€$                                              | - Објављено: 30. новембар 2018. - Издавач: самостално издање - Формати: дигитално преузимање, стримовање | 1                |
| „*“ означава да листа није постојала у то време. | |                  |

### ЕП-ови
| Наслов       | Детаљи                                                                                                   |
| ------------ | --- |
| C.R.E.A.M.   | - Објављено: 8. јул 2014. - Издавач: Music Kickup - Формати: дигитално преузимање, стримовање            |
| Moneysutra   | - Објављено: 9. април 2021. - Издавач: самостално издање - Формати: дигитално преузимање, стримовање     |
| High Fashion | - Објављено: 20. новембар 2024. - Издавач: самостално издање - Формати: дигитално преузимање, стримовање |

### Синглови

#### Као главни извођач
| Назив | Година | Највиша позиција | Највиша позиција | Највиша позиција | Највиша позиција | Највиша позиција | Највиша позиција | Највиша позиција | Највиша позиција | Албум или ЕП        |
| Назив | Година | ЕСТ Dom.         | ЕСТ Air.         | ИСЛ              | ИТА              | ЛЕТ              | ЛИТ              | ЛИТ Air.         | ШВЕ Heat.        | Албум или ЕП        |
| --- | ------ | ---------------- | ---------------- | ---------------- | ---------------- | ---------------- | ---------------- | ---------------- | ---------------- | ------------------- |
| "Guez Whoz Bak" | 2013   | *                | *                | —                | —                | *                | *                | *                | —                | C.R.E.A.M.          |
| "Alien Tears" | 2014   | *                | *                | —                | —                | *                | *                | *                | —                | синглови без албума |
| "Winaloto" | 2016   | 25               | *                | —                | —                | *                | *                | *                | —                | синглови без албума |
| "Surf" | 2017   | *                | *                | —                | —                | *                | *                | *                | —                | синглови без албума |
| "Rawr" | 2017   | *                | *                | —                | —                | *                | *                | *                | —                | синглови без албума |
| "Pussy Money Weed" | 2018   | 3                | *                | —                | —                | —                | *                | *                | —                | PC Music Volume 3   |
| "Little Molly" | 2018   | 6                | *                | —                | —                | —                | *                | *                | —                | сингл без албума    |
| "X-ray" | 2018   | 4                | *                | —                | —                | —                | —                | *                | —                | ¥€$                 |
| "Sdubid" | 2019   | 3                | *                | —                | —                | —                | —                | *                | —                | синглови без албума |
| "Mute (by Maison Margiela)" | 2021   | *                | *                | —                | —                | —                | —                | *                | —                | синглови без албума |
| "Zuccenberg" | 2021   | *                | *                | —                | —                | —                | —                | *                | —                | Moneysutra          |
| "Benz-Dealer" | 2021   | *                | *                | —                | —                | —                | —                | *                | —                | синглови без албума |
| "Ferrari" | 2023   | *                | —                | —                | —                | —                | —                | —                | —                | синглови без албума |
| "Tango" | 2024   | *                | —                | —                | —                | —                | —                | —                | —                | синглови без албума |
| "Untz Untz" | 2024   | *                | —                | —                | —                | —                | —                | —                | —                | синглови без албума |
| "Espresso Macchiato" (соло или ремикс)                                                                                                  | 2024   | *                | 1                | 29               | 53               | 18               | 35               | 7                | 18               | синглови без албума |
| "—" означава снимак који није доспео на топ-листе или није објављен на тој територији. "*" означава да листа није постојала у то време. |        |                  |                  |                  |                  |                  |                  |                  |                  |                     |

#### Као сарадник
| Наслов | Година | Највиша позиција | Највиша позиција | Највиша позиција | Највиша позиција | Албум или ЕП                   |
| Наслов | Година | БЕЛ (ФЛ)         | ФИН              | ПОЉ              | ПОЉ Billb.       | Албум или ЕП                   |
| --- | ------ | ---------------- | ---------------- | ---------------- | ---------------- | ------------------------------ |
| "Give Me Your Money" (са Little Big) | 2016   | —                | —                | *                | *                | Funeral Rave                   |
| "Apel" (са Kinder Malo и Pimp Flaco) | 2016   | —                | —                | *                | *                | синглови без албума            |
| "Cry" (Ic3peak featuring Tommy Cash) | 2017   | —                | —                | *                | *                | синглови без албума            |
| "Piece by Piece" (Audio Opera featuring Project Pat, Antwon, Tommy Cash, and Rich Boy)                                                  | 2017   | —                | —                | *                | *                | Isolation Room                 |
| "Who" (Modeselektor featuring Tommy Cash)                                                                                               | 2019   | —                | —                | *                | *                | Who Else                       |
| "Forever in My Debt" (Borgore featuring Tommy Cash)                                                                                     | 2019   | —                | —                | *                | *                | The Art of Glory               |
| "Nude" (Boys Noize featuring Tommy Cash)                                                                                                | 2021   | —                | —                | *                | *                | +/-                            |
| "Turn It Up" (Oliver Tree and Little Big featuring Tommy Cash)                                                                          | 2021   | —                | —                | *                | *                | Welcome to the Internet        |
| "Check1" (Umru featuring Tommy Cash and 645AR)                                                                                          | 2022   | —                | —                | *                | —                | Comfort Noise                  |
| "It's Crazy, It's Party" (Käärijä featuring Tommy Cash)                                                                                 | 2024   | —                | 4                | —                | —                | People's Champion              |
| "Ca$h Ready" (Mata featuring Tommy Cash and Jeleel)                                                                                     | 2024   | —                | —                | 24               | 22               | CBW Mixtape 2                  |
| "Ass & Titties" (са Salvatore Ganacci)                                                                                                  | 2024   | —                | —                | —                | —                | Sometimes I Cry When I'm Alone |
| "—" означава снимак који није доспео на топ-листе или није објављен на тој територији. "*" означава да листа није постојала у то време. |        |                  |                  |                  |                  |                                |

### Остале песме са топ-листа
| Наслов                     | Година | Највиша позиција | Албум или ЕП |
| Наслов                     | Година | EСТ              | Албум или ЕП |
| -------------------------- | ------ | ---------------- | ------------ |
| "Mona Lisa"                | 2018.  | 11               | ¥€$          |
| "Brazil"                   | 2018.  | 15               | ¥€$          |
| "Vegetarian"               | 2018.  | 16               | ¥€$          |
| "Horse B4 Porsche"         | 2018.  | 10               | ¥€$          |
| "Dostoyevsky"              | 2018.  | 16               | ¥€$          |
| "Black Jeans, White Shirt" | 2018.  | 14               | ¥€$          |
| "Cool 3D World"            | 2018.  | 12               | ¥€$          |
| "Not Care"                 | 2018.  | 18               | ¥€$          |

### Друге сарадње
| "Exodus" (Yeezuz2020 featuring Tommy Cash)                                             | 2015 | —  | Exodus                          |
| "Volkswagen Passat" (DJ Oguretz featuring Tommy Cash)                                  | 2015 | —  | Power                           |
| "Delicious" (Charli XCX featuring Tommy Cash)                                          | 2017 | —  | Pop 2                           |
| "Follow Me" (Little Big featuring Tommy Cash)                                          | 2018 | —  | Antipositive, Pt. 2             |
| "Impec" (Lorenzo featuring Tommy Cash and fr)                                          | 2019 | 48 | Sex in the City                 |
| "Click" (Charli XCX featuring Kim Petras and Tommy Cash)                               | 2019 | —  | Charli                          |
| "Heartbass" (Salvatore Ganacci featuring Tommy Cash)                                   | 2020 | —  | Boycycle                        |
| "xXXi_wud_nvrstøp_ÜXXx (Remix)" (100 gecs featuring Tommy Cash and Hannah Diamond)     | 2020 | —  | 1000 gecs and the Tree of Clues |
| "Alright" (A. G. Cook featuring Tommy Cash)                                            | 2020 | —  | 7G                              |
| "Whisk It Up" (Yung Gravy and Dillon Francis featuring Tommy Cash)                     | 2022 | —  | Cake and Cognac                 |
| "United by Music" (with Joost Klein)                                                   | 2025 | —  | Unity                           |
| "—" означава снимак који није доспео на топ-листе или није објављен на тој територији. |      |    |                                 |